# Inigo Gallo
Inigo Gallo (2 de noviembre de 1932 - 15 de diciembre de 2000) fue un artista de cabaret y actor teatral, cinematográfico y televisivo de nacionalidad suiza.

## Biografía
Nacido en Zúrich, Suiza, participó en numerosas producciones radiofónicas, series televisivas y varias producciones cinematográficas, entre ellas Der Würger vom Tower, Demokrat Läppli y Klassezämekunft. Sin embargo, su carrera se desarrolló principalmente en el escenario, tomando parte en la representación, habitualmente, de dramas populares y comedias.
Inigo Gallo fue durante mucho tiempo compañero artístico de la actriz Margrit Rainer. Falleció en Oberweningen, Suiza, en el año 2000, a causa de un cáncer de hígado. Fue enterrado en el Cementerio Enzenbühl de Zúrich.

## Filmografía

### Cine
- 1960: Der Teufel hat gut lachen
- 1960: Wilhelm Tell
- 1961: Demokrat Läppli
- 1961: Chikita
- 1962: Der 42. Himmel
- 1962: Schneewittchen und die sieben Gaukler
- 1966: Der Würger vom Tower
- 1970: Pfarrer Iseli
- 1976: Per Saldo Mord
- 1980: Theo gegen den Rest der Welt
- 1983: Teddy Bär
- 1988: Klassezämekunft
- 1998: Schneller Dezember

### Televisión
- 1971: Professor Sound und die Pille
- 1972: Nid jetz, Schatz!
- 1973–1976: Ein Fall für Männdli]
- 1978: Tatort: Zürcher Früchte
- 1980: Auf Achse: Eine Frau in der Koje
- 1981: Potz Millione
- 1982: Das blaue Bidet
- 1982: Agent in eigener Sache
- 1982: Der Besuch der alten Dame
- 1985: A Song for Europe
- 1988: Der Fahnder: Der Clan
- 1990: Schwarz-Rot-Gold: Hammelsprung
- 1991: Mein Bruder, der Clown
- 1993: Ein Haus in der Toscana: Freddi und Frieda
- 1995: Fascht e Familie: Besuch im Hotel
- 1997: Der Alte: Meine Rache ist der Tod
- 2001: Studers erster Fall